# Domestic Girlfriend
Domestic Girlfriend (ドメスティックな彼女?, Domesutikku na kanojo, lett. "Fidanzata domestica") è un manga scritto e disegnato da Kei Sasuga, serializzato sul settimanale Weekly Shōnen Magazine di Kōdansha dal 23 aprile 2014 al 10 giugno 2020. I capitoli della serie sono stati raccolti in 28 volumi tankōbon, editi da Kōdansha dal 17 luglio 2014 al 17 agosto 2020. I volumi sono stati pubblicati anche in altre lingue oltre al giapponese, tra cui l'italiano da Panini Comics tramite la propria etichetta Planet Manga dal 2 novembre 2017 all'11 agosto 2022. Il manga ha ispirato una serie televisiva anime prodotta dallo studio Diomedéa, in onda su MBS nel contenitore Animeism a partire dal 12 gennaio 2019.

## Trama
Natsuo Fujii è uno studente delle superiori e aspirante scrittore, innamorato della propria insegnante Hina. Essendo questo un amore destinato a non essere corrisposto, nel tentativo di lasciarsi alle spalle questa cotta decide di avere un rapporto con una ragazza appena conosciuta ad un incontro con gli amici, Rui Tachibana. Il loro legame finisce subito lì, ma in seguito la situazione si complica quando Natsuo viene a sapere da suo padre che ha deciso di risposarsi e che le figlie della futura matrigna sono proprio Hina e Rui.

## Personaggi

### Principali
Natsuo Fujii (藤井 夏生?, Fujii Natsuo)
Doppiato da: Taku Yashiro
Natsuo è uno studente delle superiori di 17 anni, con una aspirazione romanza, pieno di impulsi creativi ma che lo nasconde a tutti i suoi amici e compagni di classe. Viene coinvolto sentimentalmente con la sua insegnante di scuola, Hina Tachibana, così come la futura compagna di classe e in seguito sorellastra Rui Tachibana.
Rui Tachibana (橘 瑠衣?, Tachibana Rui)
Doppiata da: Maaya Uchida
Rui è una studentessa delle superiori che, nel corso della storia, sviluppa sentimenti per Natsuo. Inizialmente lo ha incontrato durante un'uscita con gli amici, dove sono usciti di nascosto ed entrambi hanno perso la verginità l'uno con l'altro. Rui, in seguito al matrimonio tra sua madre e il padre di Natsuo, diventa la sorellastra del ragazzo. È la sorella di Hina.
Hina Tachibana (橘 陽菜?, Tachibana Hina)
Doppiata da: Yōko Hikasa
Hina è la sorella maggiore di Rui ed è un'insegnante di inglese al liceo. Lei inizia una relazione con Natsuo, uno dei suoi studenti che diventerà anche il suo fratellastro in seguito al matrimonio della madre con il padre di Natsuo.

### Secondari
Momo Kashiwabara (柏原 もも?, Kashiwabara Momo)
Doppiata da: Haruka Yoshimura
Momo è una compagna di classe di Rui e Natsuo. È famigerata per essere civettuola e sessualmente promiscua. Come hobby crea strane bambole di peluche. Fa amicizia con Rui e in seguito mette gli occhi su Natsuo. Viene da una famiglia problematica e questo la induce al tentato suicidio una volta. Momo si rivela piuttosto intelligente, e questo le consente di arrivare nella Top Ten durante gli esami scolastici. Ella si dimostrerà una ragazza di estrema dolcezza e umanità.
Ritsu Osaka (桜坂 律?, Ōsaka Ritsu) soprannominato Rikkun.
Compagno di classe di Natsuo e Rui e membro del club letterario. Ragazzo timido, innamorato di Momo Kashiwabara.
Miu Ashihara (葦原 美雨?, Ashihara Miu)
Doppiata da: Konomi Kohara
Membro del club letterario, Miu è una ragazza molto timida, cosiddetta "topo da biblioteca", aspirante scrittrice di romanzi. Per la sua timidezza è preda degli scherzi di Momo Kashiwabara. È segretamente innamorata del suo professore Kiriya.
Akihito Fujii (藤井昭人?, Fujii Akihito)
Doppiato da: Nobuo Tobita
È il papà di natsuo, rimasto vedovo in seguito alla morte della moglie, e si risposerà con Tsukiko Tachibana, mamma di Hina e Rui.
Tsukiko Tachibana (橘都樹子?, Tachibana Tsukiko)
Doppiata da: Yurika Hino
Mamma di Hina e Rui che sposerà Akihito Fujii.
Fumiya Kurimoto (栗本文哉?, Kurimoto Fumiya)
Doppiato da: Takuya Eguchi
È il miglior amico e consigliere di Natsuo. Questo lo rende l'amico che tutti vorrebbero avere. Lavora part-time presso l'Ammant.
Yūya Masaoka (柾岡悠弥?, Masaoka Yūya)
Doppiato da: Takeaki Masuyama
Kazushi Kine (木根和志?, Kine Kazushi)
Doppiato da: Gakuto Kajiwara
Reiji Kiriya (桐谷怜士?, Kiriya Reiji)
Doppiato da: Hikaru Midorikawa
Insegnante di filosofia, collega e amico di hina. Ha uno pseudonimo con cui è famoso per scrivere romanzi.
Shū Hagiwara (萩原 柊?, Hagiwara Shū)
Doppiato da: Daisuke Hirakawa
Ex fidanzato e professore di liceo di Hina.
Masaki Kobayashi (小林 昌樹?, Kobayashi Masaki)
Doppiato da: Kenjirō Tsuda
Masaki Kobayashi è un attuale barista e proprietario del caffè in cui lavora Fumiya Kurimoto e che Natsuo, Rui e Hina visitano spesso. In passato, era una stella nascente della Yakuza e figlio del capo di un ramo della Yakuza. Qualche tempo dopo essersi innamorato di un altro maschio yakuza di un ramo rivale, avrebbe lasciato la Yakuza alle spalle per perseguire la felicità attraverso il suo stile di vita omosessuale. Kobayashi funge anche da consigliere e consigliere per i suoi clienti preferiti come Fujii Natsuo ed è sempre disposto ad aiutare lui e gli altri, soprattutto quando si tratta di amore. Ha un debole per i maschi carini e non fa alcun tentativo di nascondere i suoi desideri per quelli che gli piacciono. Anche Kobayashi si veste sfacciatamente per ogni evento a cui partecipa, anche se indossa calze mentre frequenta il suo caffè. Ha una buona amicizia, sia alcolica che sociale, con Tachibana Hina, che gli confida il suo amore per Natsuo e la sua dedizione della sua vita per rendere felice Natsuo indipendentemente dal fatto che lui la ricambi, e offre supporto a Hina quando ne ha bisogno. Proprio per il suo passato burrascoso non si fa problemi ad aiutare Misaki una ragazza che aveva avuto problemi di droga accogliendola come lavorante nel suo bar.
Misaki Ogura (小倉 美咲?, Ogura Misaki)
Misaki è una giovane donna dal passato di modella con i capelli lunghi e fluenti che sono divisi sopra l'occhio sinistro, in cui il suo occhio sinistro è per lo più coperto in modo che possa nascondere la cicatrice che gli fu provocata con degli acidi versati su un asciugamano da una modella gelosa. Indossa un sorriso blando e ha quelli che vengono descritti occhi vuoti, come se fosse stanca del suo vissuto. Misaki è una persona con una visione triste della vita poiché soffre di depressione e usa droghe per far fronte ai suoi problemi.  La svolta della sua vita è rappresentata dal conoscere Natsuo e Masaki.
Alex J. Matsukawa (松川・J・アレックス?, Matsukawa J. Arekkuzu)
Doppiato da: Tasuku Hatanaka
Ragazzo con madre americana e padre giapponese, compagno di classe al liceo di Natsuo e Rui.

## Media

### Manga
Scritto e disegnato da Kei Sasuga, la serie manga Domestic Girlfriend è stata serializzata sul settimanale shōnen di Kōdansha, Weekly Shōnen Magazine, dal 23 aprile 2014 al 10 giugno 2020. Parallelamente alla pubblicazione su rivista, i capitoli sono stati raccolti in volumi tankōbon da Kōdansha, i quali sono usciti in Giappone dal 17 luglio 2014 al 17 agosto 2020, per un totale di 28 volumi. Kodansha USA ha reso disponibile digitalmente una versione in inglese del fumetto, mentre Panini Comics ha distribuito un'edizione italiana dei volumi tankōbon sotto la propria etichetta Planet Manga dal 2 novembre 2017 all'11 agosto 2022.

#### Volumi
| 1  | 17 luglio 2014 | ISBN 978-4-06-395137-0                                                      | 2 novembre 2017   |
| 1  | Capitoli - 1. Non vedo l'ora di diventare adulto (はやくはやくオトナになりたい?, Hayaku hayaku otona ni naritai) - 2. Sotto lo stesso tetto... contro ogni aspettativa! (まさかの1つ屋根の下?, Masakano hitotsu yane no shita) - 3. Il suo modo di esprimersi... (うまく言えない?, Umaku ienai) - 4. Segnali (兆し?, Kizashi) - 5. Chi sei davvero? (本当のあなたは?, Hontō no anata wa) - Extra. La prima vacanza (はじめてのホリディ?, Hajimete no Horidi) |                                                                             |                   |
| 2  | 17 settembre 2014 | ISBN 978-4-06-395195-0                                                      | 11 gennaio 2018   |
| 2  | Capitoli - 6. Il mondo degli adulti (オ卜ナの世界?, Otona no sekai) - 7. Cosa vuoi fare? (どうしたい??, Dō shitai?) - 8. Mettiamo in atto la strategia! (作戦決行!?, Sakusen kekkō!) - 9. Scontro (対峙?, Taiji) - 10. Annuncio (報告?, Hōkoku) - 11. Un nuovo amore (新たなる恋?, Arata naru koi) - 12. Rivale d'amore...? (恋敵…??, Koigataki...?) - 13. Riconciliazione (仲直り?, Nakanaori) - 14. Tu cos'avresti fatto? (あなたならどうする?, Anata nara dō suru) - 15. Determinazione (覚悟?, Kakugo) |                                                                             |                   |
| 3  | 17 novembre 2014 | ISBN 978-4-06-395248-3                                                      | 8 marzo 2018      |
| 3  | Capitoli - 16. Una ragazza di nome Momo (モモという娘?, Momo to iu musume) - 17. Le attività del club (部活?, Bukatsu) - 18. Sono stato costretto! (強制??, Kyōsei?) - 19. Batticuore...? (ときめき…??, Tokimeki…?) - 20. Disagio (違和感?, Iwakan) - 21. Siamo parenti... (家族だろ…?, Kazoku daro…) - 22. Scusa! (ごめんね??, Gomen ne?) - 23. Professoressa... (先生…?, Sensei…) - 24. Non puoi permettertelo! (やりきれない?, Yarikirenai) - 25. Il primo giorno di campeggio! (キャンプ初日!?, Kyanpu shonichi!) - Bonus manga. Domestic people (ドメスティックな人々?, Domesutikkuna hitobito) |                                                                             |                   |
| 4  | 17 febbraio 2015 | ISBN 978-4-06-395294-0                                                      | 3 maggio 2018     |
| 4  | Capitoli - 26. Esitazione (揺れる?, Yureru) - 27. Autocoscienza (自覚?, Jikaku) - 28. Inspiegabile (言葉にならない?, Kotoba ni naranai) - 29. New friend (New Friend?) - 30. Mi sciolgo... (溶ける…?, Tokeru…) - 31. Decisione (決断?, Ketsudan) - 32. La risoluzione di Hina (ヒナの決意?, Hina no ketsui) - 33. I veri sentimenti (本心?, Honshin) - 34. La distanza tra loro (二人の距離?, Futari no kyori) - 35. La porta (扉?, Tobira) |                                                                             |                   |
| 5  | 15 maggio 2015 | ISBN 978-4-06-395394-7                                                      | 5 luglio 2018     |
| 5  | Capitoli - 36. Sospetto (ある疑惑?, Aru giwaku) - 37. Segreto (秘密?, Himitsu) - 38. Sospetto crescente (深まりゆく疑惑?, Fukamari yuku giwaku) - 39. Il festival culturale (文化祭?, Bunkasai) - 40. Vendetta (復讐?, Fukushū) - 41. Il destino degli amori non corrisposti (片想いのゆく末?, Kataomoi no yukusue) - 42. Il segreto di Kiriya (桐谷の秘密?, Kiriya no himitsu) - 43. Infermiera (看病?, Kanbyō) - 44. Menzogna (嘘?, Uso) - 45. Pioggia (雨?, Ame) - Extra. Sweet Home Magic (Sweet Home Magic?) |                                                                             |                   |
| 6  | 17 agosto 2015 | ISBN 978-4-06-395462-3                                                      | 20 settembre 2018 |
| 6  | Capitoli - 46. Cuore spezzato (失恋?, Shitsuren) - 47. La dichiarazione (宣言?, Sengen) - 48. A ciascuno il suo bacio (それぞれのキス?, Sorezore no Kisu) - 49. La resa dei conti in gita scolastica! (キメるぜっ修学旅行!?, Kimeru ze sshūgaku ryokō!) - 50. Happening travolgente (流されてハプニング!?, Nagasarete Hapuningu!) - 51. Notte pericolosa... (危険な夜…?, Kiken'na yoru…) - 52. Il segreto di Al (アルの秘?, Aru no himitsu) - 53. I segreti del cuore di Hina (ヒナの胸中?, Hina no kyōchū) - 54. Il nome (名前?, Namae) - 55. La promessa (約束?, Yakusoku) - Extra. Sweet Home Magic (Sweet Home Magic?) |                                                                             |                   |
| 7  | 17 novembre 2015 | ISBN 978-4-06-395534-7                                                      | 15 novembre 2018  |
| 7  | Capitoli - 56. Il primo passo avanti (踏み出した一歩?, Fumidashita ippo) - 57. Scrittore (小説家?, Shōsetsuka) - 58. Accensione (点火?, Tenka) - 59. L'intuizione (察知?, Satchi) - 60. Amanti in fuga (逃避行?, Tōhikō) - 61. Un futuro vicino (近い将来?, Chikai shōrai) - 62. Il tempo della felicità (幸福な時間?, Kōfukuna jikan) - 63. La scelta di Hina (陽菜の選択?, Hina no sentaku) - 64. La lettera (手紙?, Tegami) - Extra. Sogno di una notte a Okinawa (沖縄の夜の夢?, Okinawa no yoru no yume) |                                                                             |                   |
| 8  | 17 febbraio 2016 | ISBN 978-4-06-395599-6                                                      | 17 gennaio 2019   |
| 8  | Capitoli - 65. Separazione (別れ?, Wakare) - 66. Lotta (もがき?, Mogaki) - 67. Un nuovo anno senza Hina (陽菜のいない新年?, Hina no inai shin'nen) - 68. La determinazione di Rui (瑠衣の決意?, Rui no ketsui) - 69. La risoluzione di Natsuo (夏生の覚悟?, Natsuo no kakugo) - 70. Punto di svolta (転機?, Tenki) - 71. Celebrazione (お祝い?, Oiwai) - 72. Cenerentola a letto (ベッドの中のシンデレラ?, Beddo no naka no Shinderera) - 73. Un nuovo vento (新たな風?, Aratana kaze) - 74. Ostilità (敵意?, Tekii) - Extra. Sweet Home Magic (Sweet Home Magic?) |                                                                             |                   |
| 9  | 17 maggio 2016 | ISBN 978-4-06-395678-8                                                      | 11 aprile 2019    |
| 9  | Capitoli - 75. Gara (勝負?, Shōbu) - 76. Conclusione (決着?, Ketchaku) - 77. Riunione (再会?, Saikai) - 78. Determinazione oscillante (揺らぐ決意?, Yuragu ketsui) - 79. Nuovi sentimenti (芽生えた気持ち??, Mebaeta kimochi?) - 80. Momo e Ritsu (prima parte) (ももと律1?, Momo to Ritsu ichi) - 81. Momo e Ritsu (seconda parte) (ももと律2?, Momo to Ritsu ni) - 82. Ciò che conta... (大切なモノ?, Taisetsuna mono) - 83. Sentimenti svelati (気づいてしまった想い?, Kidzuite shimatta omoi) - 84. Innamorato (想い人?, Omoi hito) - Extra. Sweet Home Magic (Sweet Home Magic?) |                                                                             |                   |
| 10 | 17 agosto 2016 | ISBN 978-4-06-395734-1                                                      | 13 giugno 2019    |
| 10 | Capitoli - 85. La risposta tanto cercata (しぼりだした答え?, Shibori dashita kotae) - 86. Trovato! (見つけた!?, Mitsuketa!) - 87. La felicità più grande (一番の幸せ?, Ichiban no shiawase) - 88. Attacco a sorpresa! (刺客、襲来!??, Shikaku, shūrai!?) - 89. Come suo padre... (父として…?, Chichi to shite…) - 90. Ricordi (思い出?, Omoide) - 91. Panico da reggiseno (ブラブラ・パニック?, Burabura・Panikku) - 92. Lontani (遠く離れて?, Tōku hanarete) - 93. Uno scherzo del destino (運命のいたずら?, Unmei no itazura) - 94. Ciò che il cuore desidera (心のままに…?, Kokoro no mamani...) - Side. Go, go, go! Spa-land! (健康ランドでGO?, Kenkō Rando de GO) - Extra. Sweet Home Magic (Sweet Home Magic?) |                                                                             |                   |
| 11 | 17 novembre 2016 | ISBN 978-4-06-395799-0                                                      | 8 agosto 2019     |
| 11 | Capitoli - 95. Bugia (嘘?, Uso) - 96. Improvvisa intimità (急接近?, Kyū sekkin) - 97. Rispettive risoluzioni (それぞれの覚悟?, Sorezore no kakugo) - 98. Un errore...? (過ち……??, Ayamachi……?) - 99. Stile (流儀?, Ryūgi) - 100. Intervista (取材?, Shuzai) - 101. È tutto qui? (それだけ??, Sore dake?) - 102. A proposito di Juri (樹里のこと?, Juri no koto) - 103. Recitazione (演技?, Engi) - 104. La notte della tempesta (嵐の夜?, Arashi no yoru) - Extra. Sweet Home Magic (Sweet Home Magic?) |                                                                             |                   |
| 12 | 17 febbraio 2017 | ISBN 978-4-06-395870-6 (ed. regolare) ISBN 978-4-06-362351-2 (ed. limitata) | 10 ottobre 2019   |
| 12 | Capitoli - 105. Da soli (二人っきり?, Futarikkiri) - 106. La risposta di Natsuo (夏生の答え?, Natsuo no kotae) - 107. Il momento di scegliere (選択の時?, Sentaku no toki) - 108. Tutti al festival della cultura (それぞれの文化祭?, Sorezore no bunkasai) - 109. Guai?! (トラブル発生!??, Toraburu hassei!?) - 110. Un'altra volta (もう一周?, Mō isshu) - 111. Oggi è il giorno! (今日こそ!?, Kyō koso!) - 112. Sul serio (本気?, Honki) - 113. Il culmine dei sentimenti (想いの行方?, Omoi no yukue) - 114. Decisione (決断?, Ketsudan) - Extra. Change!! (Change!?) |                                                                             |                   |
| 13 | 17 maggio 2017 | ISBN 978-4-06-395942-0                                                      | 12 dicembre 2019  |
| 13 | Capitoli - 115. Confessione (告白?, Kokuhaku) - 116. Un rapporto in trasformazione (変わりゆく関係?, Kawariyuku kankei) - 117. E poi... (それから?, Sore kara) - 118. Decisioni future (将来への選択?, Shōrai e no sentaku) - 119. Vorresti... (ここで俺と…?, Koko de ore to…) - 120. Quando i corpi si uniscono (瞬間、身体、重ねて?, Shunkan, karada, kasanete) - 121. La cinica e l'impiccione (卑屈女と青春男?, Hikutsu on'na to seishun otoko) - 122. Il brutto anatroccolo (みにくいアヒルの子?, Minikui ahiru no ko) - 123. Addio al passato (過去との訣別?, Kako to no ketsubetsu) - 124. Spiegare le ali (羽を伸ばして?, Hane o nobashite) - Extra. L'appuntamento (Date?) |                                                                             |                   |
| 14 | 14 luglio 2017 | ISBN 978-4-06-510068-4 (ed. regolare) ISBN 978-4-06-510127-8 (ed. limitata) | 13 febbraio 2020  |
| 14 | Capitoli - 125. Sempre insieme... (ずっと一緒に…?, Zutto isshoni…) - 126. Una vera famiglia (本当の家族?, Hontō no kazoku) - 127. Prova d'amore (愛の証明?, Ai no shōmei) - 128. Mimetismo color pesca (桃色偽装計画?, Momoiro gisō keikaku) - 129. Il ricongiungimento di capodanno (久々の再会?, Hisabisa no saikai) - 130. Un piccolo segreto (ふたりの秘密?, Futari no himitsu) - 131. Non lo sopporto! (耐えられない?, Taerarenai) - 132. Espiazione e determinazione (償いと決意?, Tsugunai to ketsui) - 133. Il significato di un abbraccio (抱擁の意味?, Hōyō no imi) - 134. D'ora in poi... (これから?, Kore kara) - Extra. La notte della tormenta (ふぶきのよるに?, Fubuki no yoru ni) |                                                                             |                   |
| 15 | 15 settembre 2017 | ISBN 978-4-06-510193-3 (ed. regolare) ISBN 978-4-06-510174-2 (ed. limitata) | 23 aprile 2020    |
| 15 | Capitoli - 135. Il risultato (挑戦の行方?, Chōsen no yukue) - 136. La cerimonia di consegna dei diplomi (卒業式?, Sotsugyōshiki) - 137. L'inizio di una relazione (動き出す関係?, Ugokidasu kankei) - 138. Lasciando il nido... (巣立ち?, Sudachi) - 139. Una nuova vita tempestosa (波乱の新生活?, Haran no shinseikatsu) - 140. Alla ricerca di un lavoro (就職活動?, Shūshokukatsudō) - 141. Come una sorella maggiore? (姉として？?, Ane toshite) - 142. Il primo lavoro (初仕事?, Hatsu shigoto) - 143. Soldi e avidità (金と欲望?, Kane to yokubō) - 144. Sentimenti che straripano (溢れる本音?, Afureru honne) |                                                                             |                   |
| 16 | 17 novembre 2017 | ISBN 978-4-06-510386-9                                                      | 11 giugno 2020    |
| 16 | Capitoli - 145. Una relazione inconsistente (紙一重の関係?, Kamihitoe no kankei) - 146. L'equilibrio si sgretola (崩れる均衡?, Kuzureru kinkō) - 147. Per il futuro (これからのために?, Korekara no tameni) - 148. Rituale di determinazione (決意の儀式?, Ketsui no gishiki) - 149. L'esito della risoluzione (覚悟の末に?, Kakugo no sueni) - 150. Avventatezza e pentimento (暴走と後悔?, Bōsō to kōkai) - 151. Il primo progetto di gruppo (はじめての共同作業?, Hajimete no kyōdōsagyō) - 152. Voglio prendermi la tua verginità (君の童貞を食べたい?, Kimi no dōtei o tabetai) - 153. Rapporto familiare (家族としての関係?, Kazoku toshite no kankei) - 154. Ricordi impossibili da gettare via (捨てられない思い出?, Suterarenai omoide) - Extra. Parole d'amore (恋話?, Koibana)                                                   |                                                                             |                   |
| 17 | 16 febbraio 2018 | ISBN 978-4-06-510965-6 (ed. regolare) ISBN 978-4-06-510965-6 (ed. limitata) | 13 agosto 2020    |
| 17 | Capitoli - 155. Una nuova forma d'amore (新たな愛の形?, Aratana ai no katachi) - 156. Scisma tra sorelle (姉妹の溝?, Shimai no mizo) - 157. Sentimenti messi in moto (動き出す思い?, Ugokidasu omoi) - 158. Quando la vita non va come vorresti (ままならない人生?, Mamanaranai jinsei) - 159. Normalità in perenne cambiamento (変わりゆく普通?, Kawariyuku futsū) - 160. Conforto ai tormentati (悩める人には慰めを?, Nayameru hito ni wa nagusame o) - 161. Definizione di felicità (幸せの定義?, Shiawase no teigi) - 162. Guardando oltre (先を見据えて?, Saki o misuete) - 163. A un nuovo me stesso (新たな自分へ?, Aratana jibun e) - 164. Dolori di gioventù (若者たちの葛藤?, Wakamono-tachi no kattō) - Extra. Mao e Leo (なかよし姉弟 まおとれお?, Nakayoshi shitei Mao to Reo)                                                 |                                                                             |                   |
| 18 | 17 aprile 2018 | ISBN 978-4-06-510193-3                                                      | 15 ottobre 2020   |
| 18 | Capitoli - 165. Se non c'è speranza (叶わないなら?, Kanawanai nara) - 166. La fine di un'amicizia (友情の末に?, Yūjō no sueni) - 167. Eppure, io... (それでも私は?, Soredemo watashi wa) - 168. Stranezze di una ragazza innamorata (恋する少女に異変あり?, Koisuru shōjō ni ihen ari) - 169. Le opzioni si riducono (狭まりゆく選択肢?, Sebamariyuku sentakushi) - 170. Ma nel mio cuore... (それでも心は?, Soredemo kokoro wa) - 171. Eppure, la vita va avanti (それでも日々が続くなら?, Soredemo hibi ga tsuzuku nara) - 172. Una nuova sfida (新たな挑戦?, Aratana chōsen) - 173. Decisioni esistenziali (人生の決断?, Jinsei no ketsudan) - 174. Un amore indimenticabile (忘れられない愛?, Wasurerarenai Ai) - Extra. A volte ripenso a quando ci siamo conosciuti (時には出会った頃の話を?, Tokiniwa deatta koro no hanashi o)      |                                                                             |                   |
| 19 | 7 luglio 2018 | ISBN 978-4-06-511790-3 (ed. regolare) ISBN 978-4-06-511790-3 (ed. limitata) | 10 dicembre 2020  |
| 19 | Capitoli - 175. Un nuovo inizio (再出発?, Saishuppatsu) - 176. Crocevia e ricordi (転機と回顧?, Tenki to kaiko) - 177. Cercando di cambiare (変わろうとして?, Kawarō toshite) - 178. Solo amici (ただの友達?, Tada no tomodachi) - 179. Una persona come te (あなたみたいな人?, Anata mitaina hito) - 180. Un'altra prospettiva (さらなる一面?, Saranaru ichimen) - 181. Stalker (ストーカー?, Sutōkā) - 182. Ansia continua (途切れぬ不安?, Togirenu fuan) - 183. Esposto (露呈?, Rotei) - 184. Conclusione (決着?, Ketchaku) |                                                                             |                   |
| 20 | 17 ottobre 2018 | ISBN 978-4-06-512990-6 (ed. regolare) ISBN 978-4-06-513636-2 (ed. limitata) | 11 febbraio 2021  |
| 20 | Capitoli - 185. Sacrificio (犠牲?, Gisei) - 186. È una preghiera (お願いだから?, Onegaidakara) - 187. Ci rivedremo? (また会える？?, Mata aeru?) - 188. La prova che è vivo (生きている証?, Ikiteiru akashi) - 189. Destino e decisione (運命と決意?, Unmei to ketsui) - 190. Tutta me stessa (全てをかけて?, Subete o kakete) - 191. Il bivio della felicità (幸福の分かれ道?, Kōfuku no wakaremichi) - 192. Come nei sogni (夢の在り方?, Yume no arikata) - 193. Lezione d'amore (恋のレッスン?, Koi no Ressun) - 194. La lingerie delle grandi occasioni è la tenuta da guerra delle donne (勝負下着は女の鎧?, Shōbu shitagi wa on'na no yoroi) |                                                                             |                   |
| 21 | 17 dicembre 2018 | ISBN 978-4-06-513483-2 (ed. regolare) ISBN 978-4-06-514118-2 (ed. limitata) | 15 aprile 2021    |
| 21 | Capitoli - 195. Scoppia il finimondo?! (修羅場勃発!??, Shuraba boppatsu!?) - 196. Cat fight (キャットファイト?, Kyatto Faito) - 197. Rivedersi (再会?, Saikai) - 198. Promesse e partenze (約束と旅立ち?, Yakusoku to tabidachi) - 199. Dopo il festivale (祭りのあと?, Matsuri no ato) - 200. Amore a distanza (遠距離恋愛?, Enkyorirenai) - 201. Se è realizzabile... (叶うことなら?, Kanaukotonara) - 202. Sorella e fratello (義姉と義弟?, Ane to otōto) - 203. Ciò che vorrei dire e a chi vorrei dirlo (伝えたいこと 伝えたい人?, Tsutaetai koto tsutaetai hito) - 204. Viaggio di famiglia (家族旅行?, Kazokuryokō) - Extra. Kiss quota (kiss quota-キスノルマ-?, Kiss quota -Kisu Noruma-) |                                                                             |                   |
| 22 | 15 marzo 2019 | ISBN 978-4-06-514423-7 (ed. regolare) ISBN 978-4-06-515067-2 (ed. limitata) | 24 giugno 2021    |
| 22 | Capitoli - 205. Nude night (おはだけナイト?, Oha dake Naito) - 206. Il tuo palcoscenico (あなたの舞台?, Anata no butai) - 207. Una notte a New York (ニューヨークの夜に。?, Nyū yōku no yoru ni.) - 208. Il valore in ballo (懸ける価値?, Kakeru kachi) - 209. Tutto bianco (まっ白?, Masshiro) - 210. Il passato di un certo scrittore (或る作家の過去?, Aru sakka no kako) - 211. Da padre, da figlia (父として，娘として?, Chichi toshite, musume toshite) - 212. Dichiarazione di guerra (宣戦布告?, Sensenfukoku) - 213. Nostalgia di un volto (懐かしい顔?, Natsukashii kao) - 214. A casa (ただいま?, Tadaima) - 215. Quando due erano una cosa sola (二人が一つだったころ?, Futari ga hitotsu datta Koro) - Extra. Extra: Resoconto ☆ del doppiaggio anime (「ドメカノ」アニメ アフレコ☆レポート?, "Domekano" anime afureko Repōto) |                                                                             |                   |
| 23 | 17 giugno 2019 | ISBN 978-4-06-515317-8 (ed. regolare) ISBN 978-4-06-515233-1 (ed. limitata) | 12 agosto 2021    |
| 23 | Capitoli - 216. Ciao (じゃあね?, Jāne) - 217. Twister del cuore spezzato (失恋ツイスター?, Shitsuren tsuisutā) - 218. Una poco di buono (ワルイオンナ?, Warui onna) - 219. La stessa specie (同類?, Dōrui) - 220. Quelli che gettano via i propri sogni (夢捨て人?, Yume sutebito) - 221. Una notte in due (2人ぼっちの夜?, Futari bocchi no yoru) - 222. Due che non hanno niente (何もない2人?, Nanimonai futari) - 223. Cuore incolmabile (埋められないココロ?, Umerarenai kokoro) - 224. Non solo per pietà (同情だけじゃない?, Dōjō dake janai) - 225. Anche se sono quella che sono (こんなあたしでも?, Konna atashi demo) |                                                                             |                   |
| 24 | 17 settembre 2019 | ISBN 978-4-06-516452-5 (ed. regolare) ISBN 978-4-06-515234-8 (ed. limitata) | 14 ottobre 2021   |
| 24 | Capitoli - 226. (これから?, Korekara) - 227. (マンハッタンで昼食を?, Manhattan de chūshoku o) - 228. (悪いかよ?, Warui ka yo) - 229. (偏見と差別?, Henken to sabetsu) - 230. (約束して?, Yakusoku shite) - 231. (可能性と選択肢?, Kanōsei to sentakushi) - 232. (繋いでいくこと?, Tsunaide iku koto) - 233. (もう、止まらない?, Mō, tomaranai) - 234. (あなたを?, Anata o) - 235. (本気で返して?, Honkide kaeshite) |                                                                             |                   |
| 25 | 15 novembre 2019 | ISBN 978-4-06-517363-3 (ed. regolare) ISBN 978-4-06-515235-5 (ed. limitata) | 3 marzo 2022      |
| 25 | Capitoli - 236. (自分の言葉で?, Jibun no kotoba de) - 237. (せめて一緒に?, Semete issho ni) - 238. (秘密だ?, Himitsu da) - 239. (梶田の目標?, Kajita no mokuhyō) - 240. (頑張れ！?, Ganbare!) - 241. (「姉」の本音?, Ane no hon'ne) - 242. (別れてもなお?, Wakarete mo nao) - 243. (君じゃなきゃ?, Kimi janakya) - 244. (あの日の約束?, Ano hi no yakusoku) - 245. (気になる？?, Ki ni naru?) - Extra. (Girls' Libido?) |                                                                             |                   |
| 26 | 17 febbraio 2020 | ISBN 978-4-06-518454-7 (ed. regolare) ISBN 978-4-06-519259-7 (ed. limitata) | 14 aprile 2022    |
| 26 | Capitoli - 246. (どんな答えを?, Don'na kotae o) - 247. (いい方法?, Ī hōhō) - 248. (新しい仕事?, Atarashī shigoto) - 249. (選択の時?, Sentaku no toki) - 250. (大丈夫だよ?, Daijōbudayo) - 251. (君たちの思想?, Kimitachi no shisō) - 252. (きみのもとへ?, Kimi no moto e) - 253. (もう隠せない?, Mō kakusenai) - 254. (最後の献身?, Saigo no kenshin) - 255. (恩返し?, Ongaeshi) - Extra. (Love So Sweet?) |                                                                             |                   |
| 27 | 15 maggio 2020 | ISBN 978-4-06-518855-2 (ed. regolare) ISBN 978-4-06-518862-0 (ed. limitata) | 9 giugno 2022     |
| 27 | Capitoli - 256. (先生なら?, Sensei nara) - 257. (幸せ?, Shiawase) - 258. (二人のこれから?, Futari no kore kara) - 259. (発覚と報告?, Hakkaku to hōkoku) - 260. (ルイの帰国?, Rui no kikoku) - 261. (本気の言葉?, Honki no kotoba) - 262. (結婚の許し?, Kekkon no yurushi) - 263. (結婚報告?, Kekkon hōkoku) - 264. (「道」のその先?, `Michi' no sono-saki) - 265. (落伍者のあがき?, Rakugo-sha no agaki) - Extra. (それぞれの夜?, Sorezore no yoru) |                                                                             |                   |
| 28 | 17 agosto 2020 | ISBN 978-4-06-520338-5 (ed. regolare) ISBN 978-4-06-520339-2 (ed. limitata) | 11 agosto 2022    |
| 28 | Capitoli - 266. (種部ふたたび?, Tanebe futatabi) - 267. (蠢く悪意?, Ugomeku akui) - 268. (あなたのために?, Anata no tame ni) - 269. (絶たれた希望?, Tatareta kibō) - 270. (心から…?, Kokorokara…) - 271. (残酷な現実?, Zankokuna genjitsu) - 272. (残されたもの?, Nokosa reta mono) - 273. (大好き?, Daisuki) - 274. (人生をかけて?, Jinsei o kakete) - 275. (運命の人?, Unmei no hito) - 276. (ドメスティックな彼女?, Domesutikku na kanojo) - Extra. (Memories with Rui?) - Extra. (Days with Hina?) |                                                                             |                   |

### Anime

Logo della serie

La trasmissione di una serie televisiva anime ispirata al fumetto originale fu resa nota il 12 luglio 2018. La serie è diretta da Shōta Ihata e scritta da Tatsuya Takahashi, con le animazioni curate dallo studio Diomedéa. Naomi Ide ha curato il design dei personaggi. L'anime andò in onda per la prima volta dal 12 gennaio al 30 marzo 2019 all'interno del contenitore Animeism su MBS, TBS e BS-TBS. La sigla di apertura è Kawaki wo ameku (カワキヲアメク?) di Minami, mentre quella di chiusura è Wagamama (わがまま?) di Alisa Takigawa. La serie è stata pubblicata in simulcast per Australia e Nuova Zelanda su AnimeLab, mentre Sentai Filmworks ha acquisito i diritti di distribuzione dell'anime per il Nord America, Regno Unito, Australasia, Sudafrica e altri territori. Sentai ha poi concesso in licenza il titolo ad alcune piattaforme streaming, tra cui Crunchyroll, la quale ha reso disponibile la serie anche coi sottotitoli in italiano, e MVM Entertainment, che distribuisce la serie per Regno Unito e Irlanda. Nel maggio 2019, HIDIVE ha annunciato la futura distribuzione di un doppiaggio inglese per la serie.

#### Episodi
| Nº | Titolo italiano Giapponese 「Kanji」 - Rōmaji                                                                    | In onda          | In onda |
| Nº | Titolo italiano Giapponese 「Kanji」 - Rōmaji                                                                    | Giapponese       |         |
| 1  | Vuoi farlo qui, con me? 「ここであたしと、してくんない？」 - Koko de atashi to, shite kunnai?                    | 12 gennaio 2019  |         |
| 2  | Non è che lo abbiamo fatto? 「もしかして、しちゃった？」 - Moshi ka shite, shichatta?                            | 19 gennaio 2019  |         |
| 3  | Allora è proprio vero? 「やっぱり、ホントなんですか？」 - Yappari, honto nan desu ka?                            | 26 gennaio 2019  |         |
| 4  | E tu, che ne pensi? 「どうなの、君は？」 - Dōnano, kimi wa?                                                      | 2 febbraio 2019  |         |
| 5  | Posso... innamorarmi di lui? 「好きになってもいい？」 - Suki ni natte mo Ii?                                     | 9 febbraio 2019  |         |
| 6  | Adesso prova a baciarmi 「今ここでキスしてみなさい」 - Ima koko de kisu shite minasai                            | 16 febbraio 2019 |         |
| 7  | È questo il significato di uscire insieme, no? 「付き合うって、こういうことだよ」 - Tsukiautte, kō yū koto da yo | 23 febbraio 2019 |         |
| 8  | Allora basta non essere adulti 「大人じゃなくていいです」 - Otona janakute īdesu                                 | 2 marzo 2019     |         |
| 9  | Non dire una cosa del genere, ok? 「そんなこと、言わないで？」 - Sonna koto, iwanaide?                           | 9 marzo 2019     |         |
| 10 | Bugiardo... 「うそつき……っ」 - Usotsuki...                                                                       | 16 marzo 2019    |         |
| 11 | Davvero ti va bene così? 「ホントにいいの？」 - Honto ni īno?                                                    | 23 marzo 2019    |         |
| 12 | Perdonami. Ti amo. 「ごめんね。愛してる」 - Gomen ne. Aishiteru                                                  | 30 marzo 2019    |         |

## Accoglienza
Ad aprile 2020, il manga aveva venduto più di 3 milioni di copie in Giappone. Il primo volume è stato recensito su Anime News Network da tre recensori. Nik Freeman pensava che il triangolo amoroso del fratellastro fosse un espediente e che gli elementi sessuali fossero uno spreco dei talenti di Sasuga, ma si complimentava per il dramma e la commedia, insieme alla caratterizzazione dei personaggi. Rebecca Silverman ha definito l'impostazione del manga un Marmalade Boy più maturo, ma ha detto che questo è meno melodrammatico perché Natsuo è un protagonista più radicato e sensibile. Amy McNulty ha notato gli strati extra di realtà e melodramma, trovando Rui il personaggio più memorabile mentre Natsuo il più realistico, concludendo che il manga ha una configurazione più onesta dei suoi tropi.

### Postfazione
Nell'ultimo volume, il 28, l'autrice Kei Sasuga, a seguito delle critiche ricevute per il finale, scrive queste parole:
Grazie per aver letto il manga fino alla fine. Sono l'autrice, Kei Sasuga di Domestic na Kanojo, la storia di Natsuo, Hina e Rui e' ora giunta al termine. Questa serie ha ricevuto un sacco di attenzione per via dei suoi disegni provocanti, ma era la storia dell'idillio amoroso di Rui, l'amore di Hina e la vita di Natsuo. Quando scrivevo questa storia, sentivo che era mio dovere in quanto autrice renderli felici. Quando l'ho pensato, intorno al volume 8, la felicità di Hina altro non poteva essere che lo stare con Natsuo. Ho poi capito che la felicità di Rui dipendeva dal raggiungere un vero amore. Quindi alla fine, Rui ha ricevuto molto più del semplice stare con Nastuo: una figlia dal suo amato e una risposta soddisfacente alla sua proposta, l'approvazione dei suoi genitori, la benedizione dei suoi amici, una carriera di successo e la maturità che deriva dall'amore. Sono certa che alcune persone si chiederanno cosa diavolo abbia fatto, ma sono felice di ciò che ho realizzato. Nel capitolo finale, ho mostrato tutti nel loro momento più felice. Mi sono sentita davvero toccata dal fatto che tutti siano stati in grado di superare i propri momenti tristi. Per me, la felicità non vuol dire solo dei momenti belli e divertenti. Sono certa che vari problemi, dolori e sofferenze li attendano in futuro. Ma sono certa che incontreranno molte persone e con il loro aiuto superaranno questi problemi e ritroveranno ancora una volta la felicità. Ancora una volta grazie infinite per averli accompagnati per ben 28 volumi.
K. Sasuga

### Annotazioni al testo
1. ↑  Domestic Girlfriend è stato trasmesso a partire dalle ore 25:55 dell'11 gennaio 2019, ovvero alle ore 01:55 del giorno seguente.

### Fonti
1. 1 2 3 4 5 6  (EN) Crystalyn Hodgkins, Domestic Girlfriend TV Anime Reveals More Cast, January 2019 Premiere, su animenewsnetwork.com, Anime News Network, 11 ottobre 2018. URL consultato il 5 gennaio 2019.
2. 1 2  (JA) 「GE」の流石景、週マガに凱旋！三角関係を描く新連載, su natalie.mu, 23 aprile 2014. URL consultato il 5 gennaio 2019.
3. 1 2 3  (EN) Alex Mateo, Domestic Girlfriend Manga Ends in 3 Chapters, in Anime News Network, 19 maggio 2020. URL consultato il 31 gennaio 2021.
4. 1 2 3  (JA) ドメスティックな彼女(1), su kc.kodansha.co.jp, Kodansha. URL consultato il 21 marzo 2016.
5. 1 2 3  (JA) ドメスティックな彼女(28), su kc.kodansha.co.jp, Kodansha. URL consultato il 31 gennaio 2021.
6. ↑   Roberto Addari, Planet Manga, novità e ristampe del 2 Novembre 2017, su MangaForever, 30 ottobre 2017. URL consultato il 5 gennaio 2019 (archiviato dall'url originale il 4 gennaio 2019).
7. ↑   Planet Manga: uscite della settimana (11 agosto 2022), su animeclick.it, AnimeClick.it, 11 agosto 2022. URL consultato l'11 agosto 2022.
8. ↑   Roberto Addari, Domestic Girlfriend, la data di partenza della serie animata, su MangaForever, 4 dicembre 2018. URL consultato il 5 gennaio 2019 (archiviato dall'url originale il 6 gennaio 2019).
9. 1 2 3  (EN) Domestic Girlfriend Romance Manga Gets TV Anime, su Anime News Network, 11 luglio 2018. URL consultato il 12 luglio 2018 (archiviato il 12 luglio 2018).
10. 1 2 3 4 5 6  (EN) Domestic Girlfriend TV Anime Reveals 1st Promo Video, Theme Song Artists, More Cast Members, su animenewsnetwork.com, Anime News Network, 9 novembre 2018. URL consultato il 21 dicembre 2018 (archiviato il 9 novembre 2018).
11. 1 2 3  (EN) Domestic Girlfriend TV Anime's New Promo Video Previews Ending Theme (Updated), su animenewsnetwork.com, Anime News Network, 14 dicembre 2018. URL consultato il 21 dicembre 2018 (archiviato il 15 dicembre 2018).
12. ↑  (JA) 作品: ドメスティックな彼女 DOME × KANO([著]流石景), su Media Arts Database. URL consultato il 17 giugno 2017 (archiviato il 30 dicembre 2017).
13. ↑  (EN) Kodansha USA Publishes Domestic Girlfriend, GTO Paradise Lost Manga Digitally, su Anime News Network, 11 aprile 2017. URL consultato il 13 aprile 2017 (archiviato il 12 aprile 2017).
14. 1 2   Domestic Girlfriend 1, su animeclick.it, AnimeClick.it. URL consultato il 31 gennaio 2021.
15. 1 2   Domestic Girlfriend 28, su animeclick.it, AnimeClick.it. URL consultato il 31 luglio 2022.
16. ↑  (JA) ドメスティックな彼女(2), su kc.kodansha.co.jp, Kodansha. URL consultato il 21 marzo 2016.
17. ↑   Domestic Girlfriend 2, su animeclick.it, AnimeClick.it. URL consultato il 31 gennaio 2021.
18. ↑  (JA) ドメスティックな彼女(3), su kc.kodansha.co.jp, Kodansha. URL consultato il 21 marzo 2016.
19. ↑   Domestic Girlfriend 3, su animeclick.it, AnimeClick.it. URL consultato il 31 gennaio 2021.
20. ↑  (JA) ドメスティックな彼女(4), su kc.kodansha.co.jp, Kodansha. URL consultato il 21 marzo 2016.
21. ↑   Domestic Girlfriend 4, su animeclick.it, AnimeClick.it. URL consultato il 31 gennaio 2021.
22. ↑  (JA) ドメスティックな彼女(5), su kc.kodansha.co.jp, Kodansha. URL consultato il 21 marzo 2016.
23. ↑   Domestic Girlfriend 5, su animeclick.it, AnimeClick.it. URL consultato il 31 gennaio 2021.
24. ↑  (JA) ドメスティックな彼女(6), su kc.kodansha.co.jp, Kodansha. URL consultato il 21 marzo 2016.
25. ↑   Domestic Girlfriend 6, su animeclick.it, AnimeClick.it. URL consultato il 31 gennaio 2021.
26. ↑  (JA) ドメスティックな彼女(7), su kc.kodansha.co.jp, Kodansha. URL consultato il 21 marzo 2016.
27. ↑   Domestic Girlfriend 7, su animeclick.it, AnimeClick.it. URL consultato il 31 gennaio 2021.
28. ↑  (JA) ドメスティックな彼女(8), su kc.kodansha.co.jp, Kodansha. URL consultato il 21 marzo 2016.
29. ↑   Domestic Girlfriend 8, su animeclick.it, AnimeClick.it. URL consultato il 31 gennaio 2021.
30. ↑  (JA) ドメスティックな彼女(9), su kc.kodansha.co.jp, Kodansha. URL consultato il 15 settembre 2016.
31. ↑   Domestic Girlfriend 9, su animeclick.it, AnimeClick.it. URL consultato il 31 gennaio 2021.
32. ↑  (JA) ドメスティックな彼女(10), su kc.kodansha.co.jp, Kodansha. URL consultato il 15 settembre 2016.
33. ↑   Domestic Girlfriend 10, su animeclick.it, AnimeClick.it. URL consultato il 31 gennaio 2021.
34. ↑  (JA) ドメスティックな彼女(11), su kc.kodansha.co.jp, Kodansha. URL consultato il 13 aprile 2017.
35. ↑   Domestic Girlfriend 11, su animeclick.it, AnimeClick.it. URL consultato il 31 gennaio 2021.
36. ↑  (JA) ドメスティックな彼女(12), su kc.kodansha.co.jp, Kodansha. URL consultato il 13 aprile 2017.
37. ↑  (JA) ドメスティックな彼女（１２）特装版, su kc.kodansha.co.jp, Kodansha. URL consultato il 1º febbraio 2021.
38. ↑   Domestic Girlfriend 12, su animeclick.it, AnimeClick.it. URL consultato il 31 gennaio 2021.
39. ↑  (JA) ドメスティックな彼女(13), su kc.kodansha.co.jp, Kodansha. URL consultato il 17 giugno 2017.
40. ↑   Domestic Girlfriend 13, su animeclick.it, AnimeClick.it. URL consultato il 31 gennaio 2021.
41. ↑  (JA) ドメスティックな彼女(14), su kc.kodansha.co.jp, Kodansha. URL consultato l'11 luglio 2017.
42. ↑  (JA) ドメスティックな彼女（１４）特装版, su kc.kodansha.co.jp, Kodansha. URL consultato il 1º febbraio 2021.
43. ↑   Domestic Girlfriend 14, su animeclick.it, AnimeClick.it. URL consultato il 31 gennaio 2021.
44. ↑  (JA) ドメスティックな彼女(15), su kc.kodansha.co.jp, Kodansha. URL consultato il 7 agosto 2018.
45. ↑  (JA) ドメスティックな彼女（１５）特装版, su kc.kodansha.co.jp, Kodansha. URL consultato il 1º febbraio 2021.
46. ↑   Domestic Girlfriend 15, su animeclick.it, AnimeClick.it. URL consultato il 31 gennaio 2021.
47. ↑  (JA) ドメスティックな彼女(16), su kc.kodansha.co.jp, Kodansha. URL consultato il 10 agosto 2018.
48. ↑   Domestic Girlfriend 16, su animeclick.it, AnimeClick.it. URL consultato il 31 gennaio 2021.
49. ↑  (JA) ドメスティックな彼女(17), su kc.kodansha.co.jp, Kodansha. URL consultato il 10 agosto 2018.
50. ↑  (JA) ドメスティックな彼女（１７）限定版, su kc.kodansha.co.jp, Kodansha. URL consultato il 1º febbraio 2021.
51. ↑   Domestic Girlfriend 17, su animeclick.it, AnimeClick.it. URL consultato il 31 gennaio 2021.
52. ↑  (JA) ドメスティックな彼女(18), su kc.kodansha.co.jp, Kodansha. URL consultato il 10 agosto 2018.
53. ↑   Domestic Girlfriend 18, su animeclick.it, AnimeClick.it. URL consultato il 31 gennaio 2021.
54. ↑  (JA) ドメスティックな彼女(19), su kc.kodansha.co.jp, Kodansha. URL consultato il 7 agosto 2018.
55. ↑  (JA) ドメスティックな彼女（１９）特装版, su kc.kodansha.co.jp, Kodansha. URL consultato il 1º febbraio 2021.
56. ↑   Domestic Girlfriend 19, su animeclick.it, AnimeClick.it. URL consultato il 31 gennaio 2021.
57. ↑  (JA) ドメスティックな彼女(20), su kc.kodansha.co.jp, Kodansha. URL consultato il 29 ottobre 2018.
58. ↑  (JA) ドメスティックな彼女（２０）特装版, su kc.kodansha.co.jp, Kodansha. URL consultato il 1º febbraio 2021.
59. ↑   Domestic Girlfriend 20, su animeclick.it, AnimeClick.it. URL consultato il 31 gennaio 2021.
60. ↑  (JA) ドメスティックな彼女(21), su kc.kodansha.co.jp, Kodansha. URL consultato il 19 gennaio 2019.
61. ↑  (JA) ドメスティックな彼女（２１）特装版, su kc.kodansha.co.jp, Kodansha. URL consultato il 1º febbraio 2021.
62. ↑   Domestic Girlfriend 21, su animeclick.it, AnimeClick.it. URL consultato il 31 marzo 2021.
63. ↑  (JA) ドメスティックな彼女(22), su kc.kodansha.co.jp, Kodansha. URL consultato il 29 marzo 2019.
64. ↑  (JA) ＴＶアニメ本編映像 袋とじｖｅｒ．付き ドメスティックな彼女（２２）特装版, su kc.kodansha.co.jp, Kodansha. URL consultato il 1º febbraio 2021.
65. ↑   Domestic Girlfriend 22, su animeclick.it, AnimeClick.it. URL consultato il 24 giugno 2021.
66. ↑  (JA) ドメスティックな彼女(23), su kc.kodansha.co.jp, Kodansha. URL consultato l'8 giugno 2019.
67. ↑  (JA) ＴＶアニメ本編映像 袋とじｖｅｒ．付き ドメスティックな彼女（２３）特装版, su kc.kodansha.co.jp, Kodansha. URL consultato il 1º febbraio 2021.
68. ↑   Domestic Girlfriend 23, su animeclick.it, AnimeClick.it. URL consultato il 30 luglio 2021.
69. ↑  (JA) ドメスティックな彼女(24), su kc.kodansha.co.jp, Kodansha. URL consultato il 25 agosto 2019.
70. ↑  (JA) ＴＶアニメ本編映像 袋とじｖｅｒ．付き ドメスティックな彼女（２４）特装版, su kc.kodansha.co.jp, Kodansha. URL consultato il 1º febbraio 2021.
71. ↑   Domestic Girlfriend 24, su animeclick.it, AnimeClick.it. URL consultato il 1º ottobre 2021.
72. ↑  (JA) ドメスティックな彼女(25), su kc.kodansha.co.jp, Kodansha. URL consultato il 31 gennaio 2021.
73. ↑  (JA) テレビアニメ「ドメスティックな彼女」公式サイト, su domekano-anime.com. URL consultato il 13 aprile 2019 (archiviato dall'url originale il 23 marzo 2019).
74. ↑  (JA) ＴＶアニメ本編映像 袋とじｖｅｒ．付き ドメスティックな彼女（２５）特装版, su kc.kodansha.co.jp, Kodansha. URL consultato il 1º febbraio 2021.
75. ↑   Domestic Girlfriend 25, su animeclick.it, AnimeClick.it. URL consultato il 1º marzo 2022.
76. ↑  (JA) ドメスティックな彼女(26), su kc.kodansha.co.jp, Kodansha. URL consultato il 31 gennaio 2021.
77. ↑  (JA) ドメスティックな彼女（２６）特装版, su kc.kodansha.co.jp, Kodansha. URL consultato il 1º febbraio 2021.
78. ↑   Domestic Girlfriend 26, su animeclick.it, AnimeClick.it. URL consultato il 30 marzo 2022.
79. ↑  (JA) ドメスティックな彼女(27), su kc.kodansha.co.jp, Kodansha. URL consultato il 31 gennaio 2021.
80. ↑  (JA) ドメスティックな彼女（２７）特装版, su kc.kodansha.co.jp, Kodansha. URL consultato il 1º febbraio 2021.
81. ↑   Domestic Girlfriend 27, su animeclick.it, AnimeClick.it. URL consultato il 30 maggio 2022.
82. ↑  (JA) ドメスティックな彼女（２８）特装版, su kc.kodansha.co.jp, Kodansha. URL consultato il 1º febbraio 2021.
83. ↑   Crystalyn Hodgkins, Domestic Girlfriend TV Anime's 2nd Promo Video Previews Both Opening, Ending Themes, su animenewsnetwork.com, Anime News Network, 30 dicembre 2018. URL consultato il 2 marzo 2019 (archiviato il 2 marzo 2019).
84. ↑  (JA) INFORMATION, su domekano-anime.com. URL consultato il 2 marzo 2019 (archiviato il 23 marzo 2019).
85. ↑  (EN) Domestic Girlfriend TV Anime Reveals January 11 Premiere, su animenewsnetwork.com, Anime News Network, 4 dicembre 2018. URL consultato il 4 dicembre 2018 (archiviato il 4 dicembre 2018).
86. ↑  (EN) AnimeLab, 💞 Schoolboy Natsuo finds out that his soon to be step-siblings are none other than his teacher crush, Hina and the girl with whom he has his 'first time', Rui. Experience the unexpected love triangle of Domestic Girlfriend on AnimeLab soon! 💞, su twitter.com, Twitter, 2 gennaio 2019. URL consultato il 2 gennaio 2019.
87. ↑  (EN) Crystalyn Hodgkins, Sentai Filmworks Licenses Domestic Girlfriend Anime, su animenewsnetwork.com, Anime News Network, 5 gennaio 2018. URL consultato il 6 gennaio 2018 (archiviato il 6 gennaio 2019).
88. ↑   - Annunci - Domestic Girlfriend, su crunchyroll.com, Crunchyroll, 2 febbraio 2019. URL consultato il 31 agosto 2019.
89. ↑  (EN) MVMEntertainment, Heads up! Here's our first five new licenses. As always it's too early to say dates, price, CE or not etc. But we'll be releasing Anohana: Flowers We Saw That Day, Asura Cryin' S1&2, Domestic Girlfriend, Girl in Twilight and Mysteria Friends!, su twitter.com, 25 maggio 2019. URL consultato il 31 agosto 2019.
90. ↑  (EN) HIDIVE Confirms English Dub for Domestic Girlfriend Anime, su Anime News Network, 19 maggio 2019. URL consultato il 19 maggio 2019.
91. 1 2 3 4  (EN) Nik Freeman, Rebecca Silverman e Amy McNulty, Domestic Girlfriend Vol. 1, su animenewsnetwork.com, Anime News Network, 31 maggio 2017. URL consultato il 31 gennaio 2021.